# Enicospilus striatipleuris
Enicospilus striatipleuris là một loài tò vò trong họ Ichneumonidae.